# Берут, Майкл
Майкл Берут (родился в 1957 году) — американский графический дизайнер, дизайнерский критик и педагог, который был партнёром в дизайнерской фирме Pentagram. Он разработал логотип для Президентской кампании Хиллари Клинтон в 2016 году.

## Ранняя жизнь и образование
Майкл Берут родился в 1957 году в Кливленде, штат Огайо. Его семья жила в Гарфилд-Хайтс, и он посещал субботние утренние занятия в Кливлендском музее искусств, где развивал свои навыки рисования. Семья переехала в пригород Пармы в 1967 году, и он учился в средней школе Нормандии, которую окончил в 1975.
В девятом классе Берут создал свой первый плакат для школьного спектакля и хотел создавать вещи с определённой целью. Ему также понравились обложки альбомов, и он обнаружил книгу "Руководство по графическому дизайну" Армина Хофманна и Милтона Глейзера: графический дизайн. В результате этих влияний он изучал графический дизайн в Колледже дизайна, архитектуры, искусства и планирования Университета Цинциннати (DAAP). Во время учёбы в школе он проходил стажировку у Криса Пуллмана, призёра AIGA, на бостонской общественной телевизионной станции WGBH. Майкл Берут в 1980 году окончил DAAP со степенью бакалавра наук в области графического дизайна и переехал в Нью-Йорк, чтобы работать на Массимо Виньелли.

## Карьера

### Vignelli
После окончания университета Берут начал работать в Vignelli Associates в Нью-Йорке. В то время в студии не было компьютера или факса, и Берут отвечал за ручное создание механических плат. Он объясняет свой юношеский энтузиазм в том, чтобы допоздна не ложиться спать, прогрессом, которого он добился как дизайнер, работая на Vignelli. Он также узнал, что люди не всегда читают печатные материалы компании и стремится создавать привлекательные работы, которые люди хотят читать. Он проработал в студии 10 лет, в конце концов став вице-президентом.